# SN 1995ai
SN 1995ai – supernowa typu II odkryta 24 października 1995 roku w galaktyce NGC 7794. W momencie odkrycia miała maksymalną jasność 18,30m.